# Nuit d'opéra cambodgien
Pour plus de détails, voir Fiche technique et Distribution.
Nuit d'opéra cambodgien est un court métrage produit au Québec, réalisé par Xu-Ming Lor et sorti en 2024.

## Synopsis
Les responsabilités de Sita, une jeune adolescente du quartier de Côte-des-Neiges à Montréal, sont nombreuses à l’arrivée du Nouvel An khmer. Cette année, les festivités tombent malheureusement en même temps que la prestigieuse dictée Paul Gérin-Lajoie,. Alors qu’elle essaie de composer avec cette charge, Aki Yeak, démon des feux, menace de tout faire basculer lorsqu’il s’immisce dans sa vie. Contre toute attente, son seul espoir devient Sovann Bopha, apsara astrale.

## Fiche technique
- Titre original et québécois : Nuit d'opéra cambodgien
- Réalisation : Xu-Ming Lor
- Scénario : Xu-Ming Lor
- Musique : Odile Myrtil
- Direction artistique : Rebecca Dory
- Costumes : Marie-Florence Gagon
- Chorégraphe, interprète Khmer, coordonnatrice des costumes traditionnels : Molica Tow
- Lakhon Bassak - maître chorégraphe : Narom Mam, adjointe Sunny Inn-Ung
- Photographie : Ménad Kesraoui
- Son : Les copains du son
- Montage : Xu-Ming Lor
- Production : Félix Roberge
- Production exécutive : Martin Henri
- Casting khmer : Chan Tep
- Casting québécois : Renée-Claude Vigneault
- Pays de production : Canada
- Langues originales : Français, Khmer, sous-titres anglais
- Genre : Drame
- Durée : 24 minutes

## Distribution
Source : IMDb
- Elena Sovannita Troufanov-Sin : Sita
- Dany Un : Aki Yeak
- Sopryna Chhun : Sovan Bopha
- Ariane Castellanos : enseignante
- Hugo Dubé : concierge
- Ana Vesna Chearos Sin : mère de Sita
- Eva Sorianny Troufanov-Sin : soeur
- Béatrice Gabriela Munteanu : soeur
- Émerick Ivanov : Kevan
- Salma Serraji : Nivriti
- Annie Buoy : Grand-mère des nouveaux arrivants voisins
- Pier Noli : commis de dépanneur

## Production
Ce court métrage a été soutenu financièrement par la SODEC et le CALQ. Le producteur, Félix Roberge, se dit "engagé envers l’épanouissement de talents émergents en créant du contenu de fiction audacieux". Le cinéma de Xu-Ming Lor est marqué par une forte dévotion au socio-réalisme où la fiction est explorée par le réel et le surréalisme. À la suite de Nuit d'opéra cambodgien, il travaille présentement sur son premier long métrage.

## Distinctions
En 2024, le film a été sélectionné au festival OFF-COURTS Trouville.